# Piozzo
Piozzo (Piòss in piemontese) è un comune italiano di 991 abitanti in provincia di Cuneo in Piemonte.
Piccolo paese affacciato sulla Langa vinatera. Possiede tredici tra chiese e cappelle, un castello, alcuni edifici di interesse artistico.

## Storia

### Rappresaglia del 5 luglio 1944
Il 5 luglio 1944 il paese viene saccheggiato ed incendiato dalle truppe nazifasciste. Stessa sorte tocca a Farigliano. In occasione della rappresaglia, fu fucilato il comandante partigiano Piero Bellino, fatto prigioniero in precedenza dai tedeschi.

### Alluvione del 1994
Nel novembre Piozzo fu uno dei numerosi comuni coinvolti dalla piena del Tanaro (in provincia di Cuneo: Ormea, Garessio, Priola, Bagnasco, Nucetto, Santo Stefano Belbo, Ceva, Bastia Mondovì, Clavesana, Farigliano, Piozzo, Monchiero, Narzole e Alba). Il ponte sul fiume crollò provocando sette vittime. Da ricordare il coraggioso salvataggio di una persona, intrappolata in una casa completamente allagata, da parte dell'allora sindaco, Felice Boffa. A Farigliano comune confinante, il fiume toccò addirittura l'altezza di 9 metri (ben 3 metri oltre il precedente livello storico).

### Simboli
Lo stemma e il gonfalone sono stati concessi con decreto del presidente della Repubblica del 25 ottobre 1994.
Il gonfalone è un drappo di bianco.

## Società

### Evoluzione demografica
Abitanti censiti

## Monumenti e luoghi d'interesse

### Architetture civili
- Castello di Piozzo. Costruito nel XIV° secolo dalla nobile famiglia Saluzzo-Cardè, sulle fondamenta di una precedente fortificazione, fu dimora nei secoli dei vari Signori di Piozzo. Nel 1638 Goffredo Amedeo Vacca, lo rese una residenza ricca e imponente. In tempi più recenti fu dei Faussone di Germagnano. Fu gravemente danneggiato da un incendio nel 1944. È sito in un parco riccamente di circa 50.000 m² ricco di giardini ed alberi di pregio. Attualmente l'edificio è pubblicizzato su siti specializzati nella vendita di immobili di lusso.

## Cultura

### Biblioteche
- Biblioteca civica, via Carboneri, 6.

### Manifestazioni
- Musica & Dintorni - Metà luglio
- Fiera Regionale della Zucca - 1º weekend di ottobre

## Amministrazione
Di seguito è presentata una tabella relativa alle amministrazioni che si sono succedute in questo comune.
| Periodo        | Periodo        | Primo cittadino      | Partito                         | Carica  | Note  |
| -------------- | -------------- | -------------------- | ------------------------------- | ------- | ----- |
| 25 giugno 1985 | 22 maggio 1990 | Giovanni Garassino   | lista civica                    | Sindaco | [ 7 ] |
| 22 maggio 1990 | 24 aprile 1995 | Felice Boffa         | -                               | Sindaco | [ 7 ] |
| 24 aprile 1995 | 14 giugno 1999 | Felice Boffa         | -                               | Sindaco | [ 7 ] |
| 14 giugno 1999 | 14 giugno 2004 | Felice Boffa         | lista civica                    | Sindaco | [ 7 ] |
| 14 giugno 2004 | 7 giugno 2009  | Adriano Bottero      | Rinnovamento                    | Sindaco | [ 7 ] |
| 8 giugno 2009  | 25 maggio 2014 | Adriano Bottero      | lista civica                    | Sindaco | [ 7 ] |
| 9 giugno 2014  | 25 maggio 2019 | Adriano Bottero      | lista civica Continuità         | Sindaco | [ 7 ] |
| 26 maggio 2019 | 9 giugno 2024  | Antonio Acconciaioco | lista civica Insieme per Piozzo | Sindaco | [ 7 ] |
| 10 giugno 2024 | "in carica"    | Sergio Lasagna       | lista civica Vivere Piozzo      | Sindaco | [ 7 ] |

## Economia

### Agricoltura
Nel territorio di Piozzo vi è una coltivazione tipica del territorio con appezzamenti di grano, granoturco, viti, frutteti. Particolare è invece la coltivazione di zucche che, grazie alla manifestazione di ottobre, da ormai molti anni è diventata caratteristica del comune. Viene anche coltivato orzo ed è zona tipica del Dolcetto doc dogliani.

## Galleria d'immagini

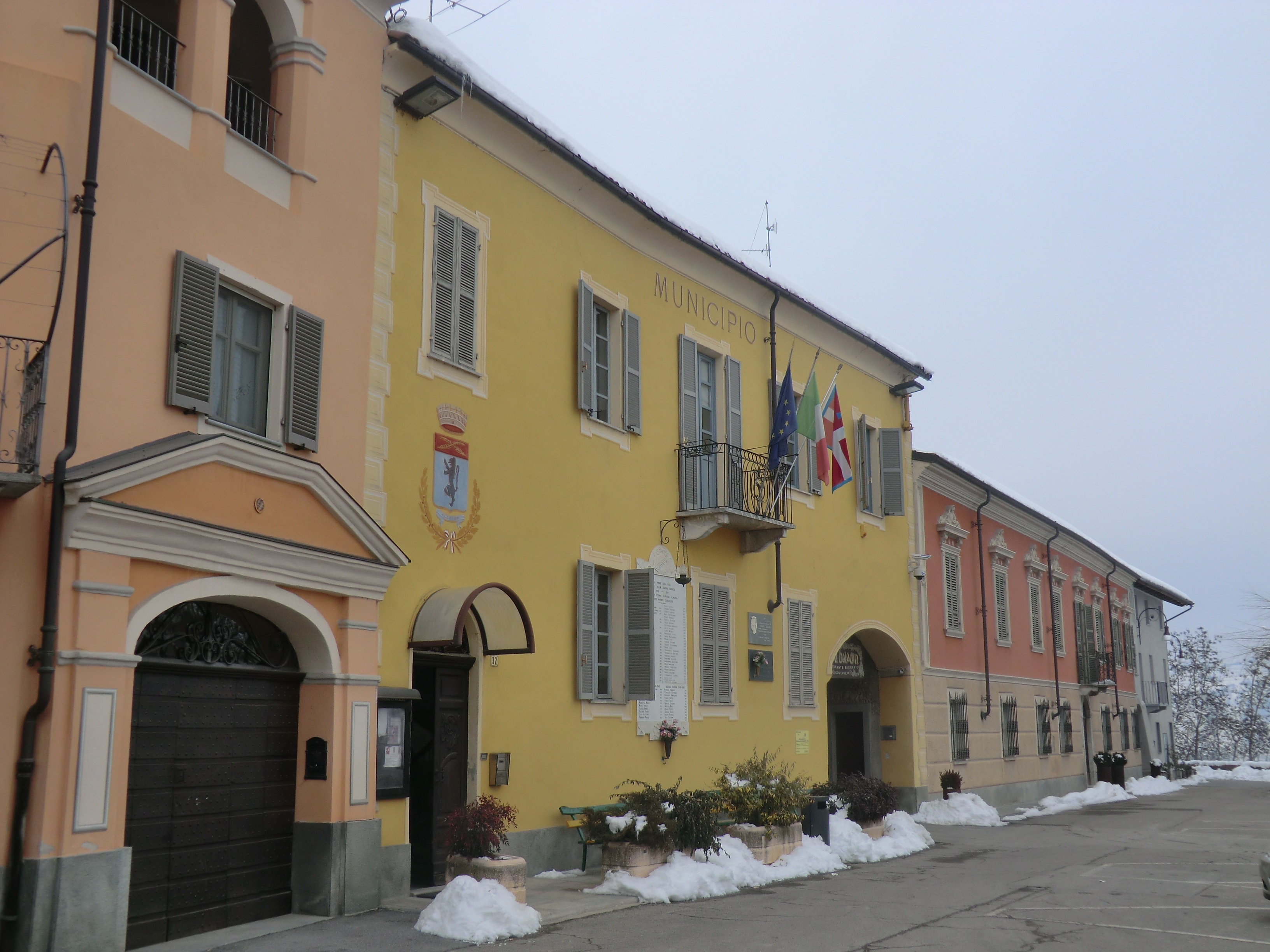
Municipio
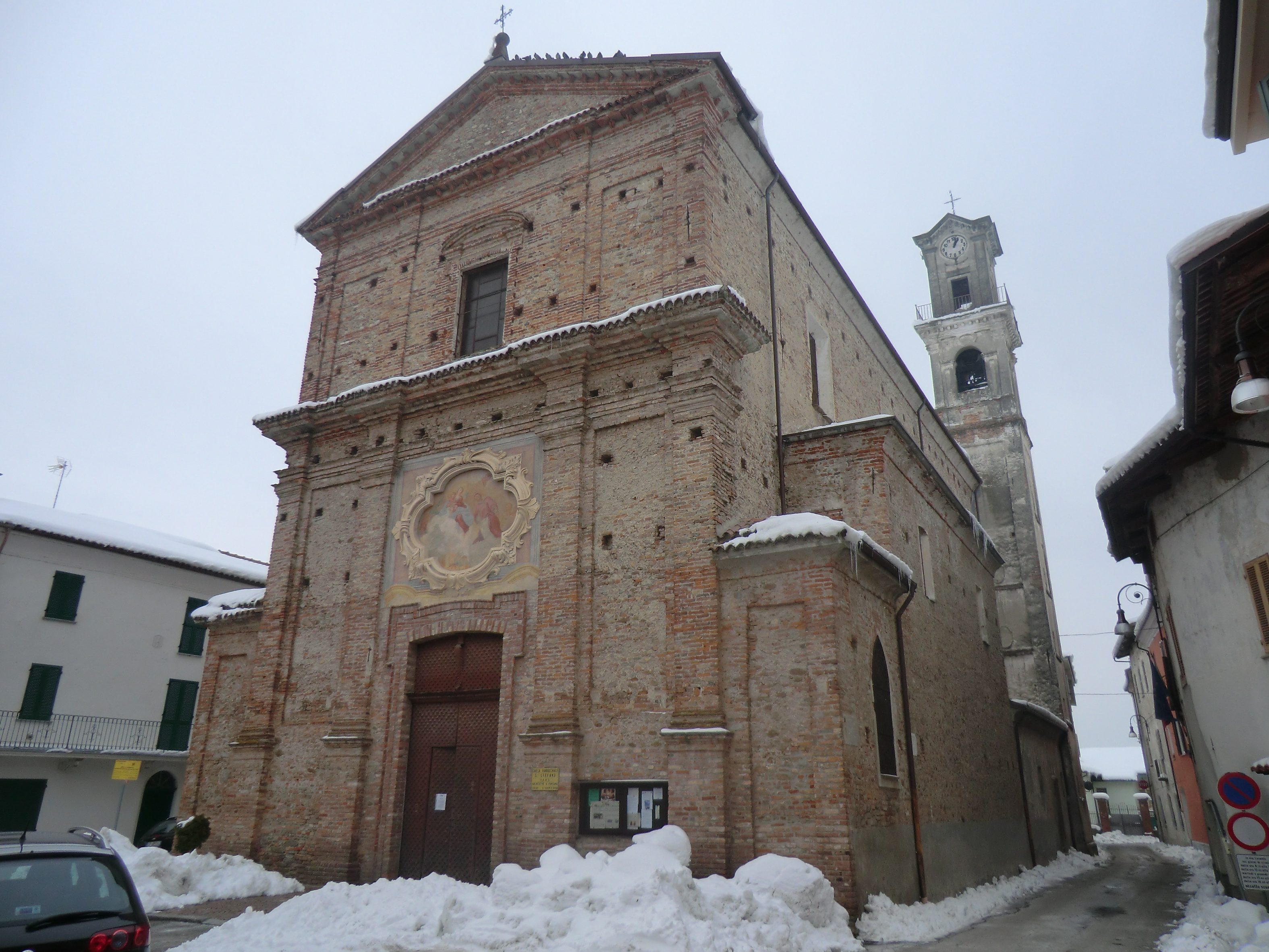
Chiesa parrocchiale di Santo Stefano
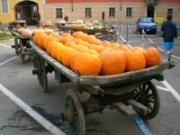
Fiera Regionale della Zucca di ottobre